# Distretto di Kozelec'
Il distretto di Kozelec' (in ucraino Козелецький район?) era un distretto (rajon) dell'Ucraina, situato nell'oblast' di Černihiv. Il suo capoluogo era Kozelec'. È stato soppresso con la riforma amministrativa del 2020.